# 돈 에이리
도널드 스미스 에이리(영어: Donald Smith Airey, 1948년 6월 21일 ~ )는 잉글랜드의 음악가이다.